# Perondi
Perondi là một xã trong quận Kuçovë thuộc hạt Berat, Albania. Dân số năm 2005 là 10866 người.